# Museum voor Schone Kunsten

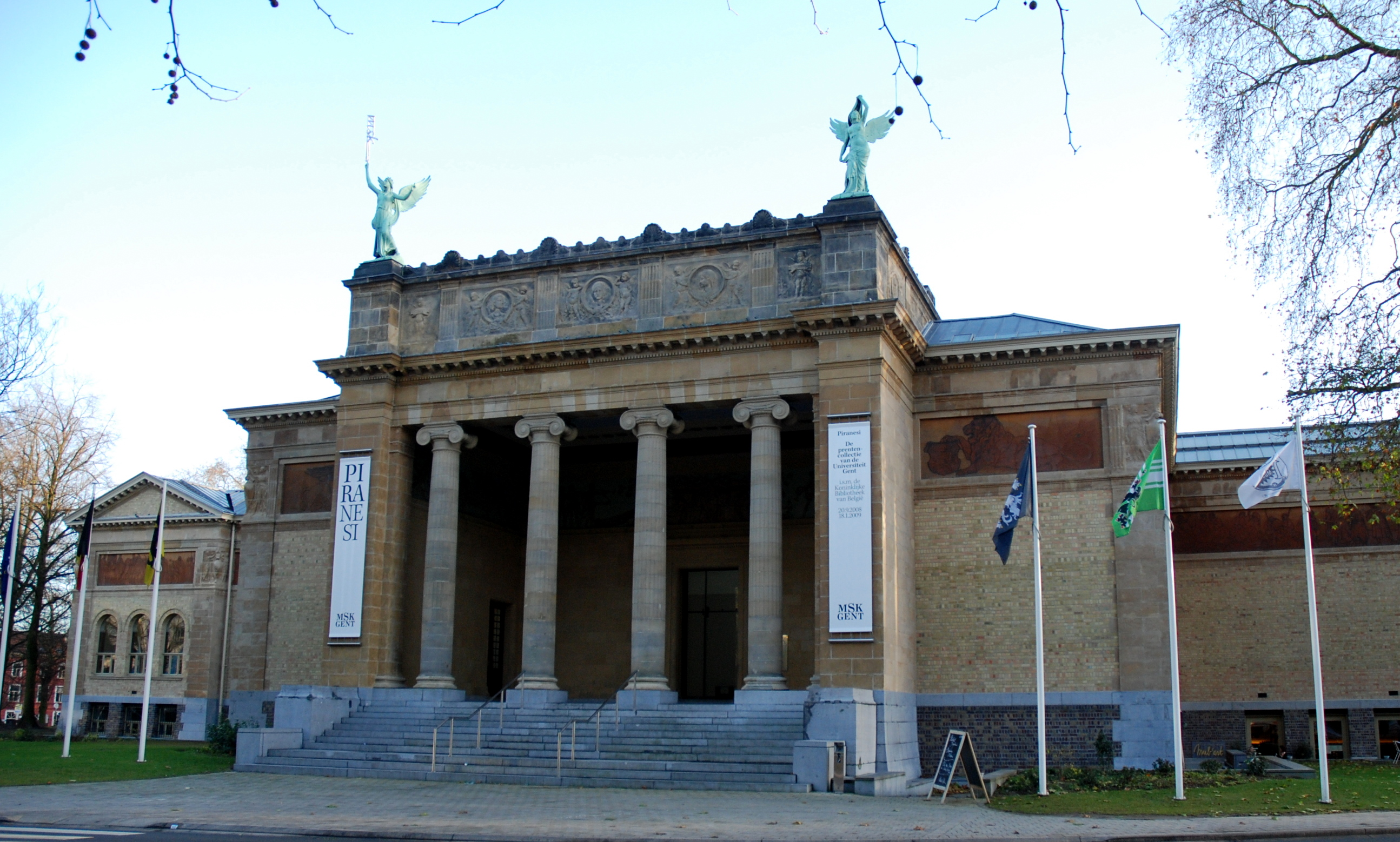
Museum voor Schone Kunsten

Museum voor Schone Kunsten är ett konstmuseum i Gent i Belgien.
Museum voor Schone Kunsten har en stor samling konst från medeltiden och fram till mitten av 1900-talet, framför allt  flamländsk konst. Det är ett av Belgiens äldsta museer och har sitt ursprung 1798, när Gent var huvudstad i det franska departementet Escaut. Den franska staten beslöt då att visa en konstsamling för allmänheten. Musée du Département de l'Escaut öppnade i kyrkan Saint-Pierre de Gand 1802. 
År 1809 flyttade museet in i en sal i det gamla augustinerkonventet. År 1898 beslöts att uppföra en ny byggnad för museet. Denna ritades av stadsarkitekten Charles van Rysselberghe och uppfördes omkring 1900 på östra sidan av Citadelpark.

## Bildgalleri

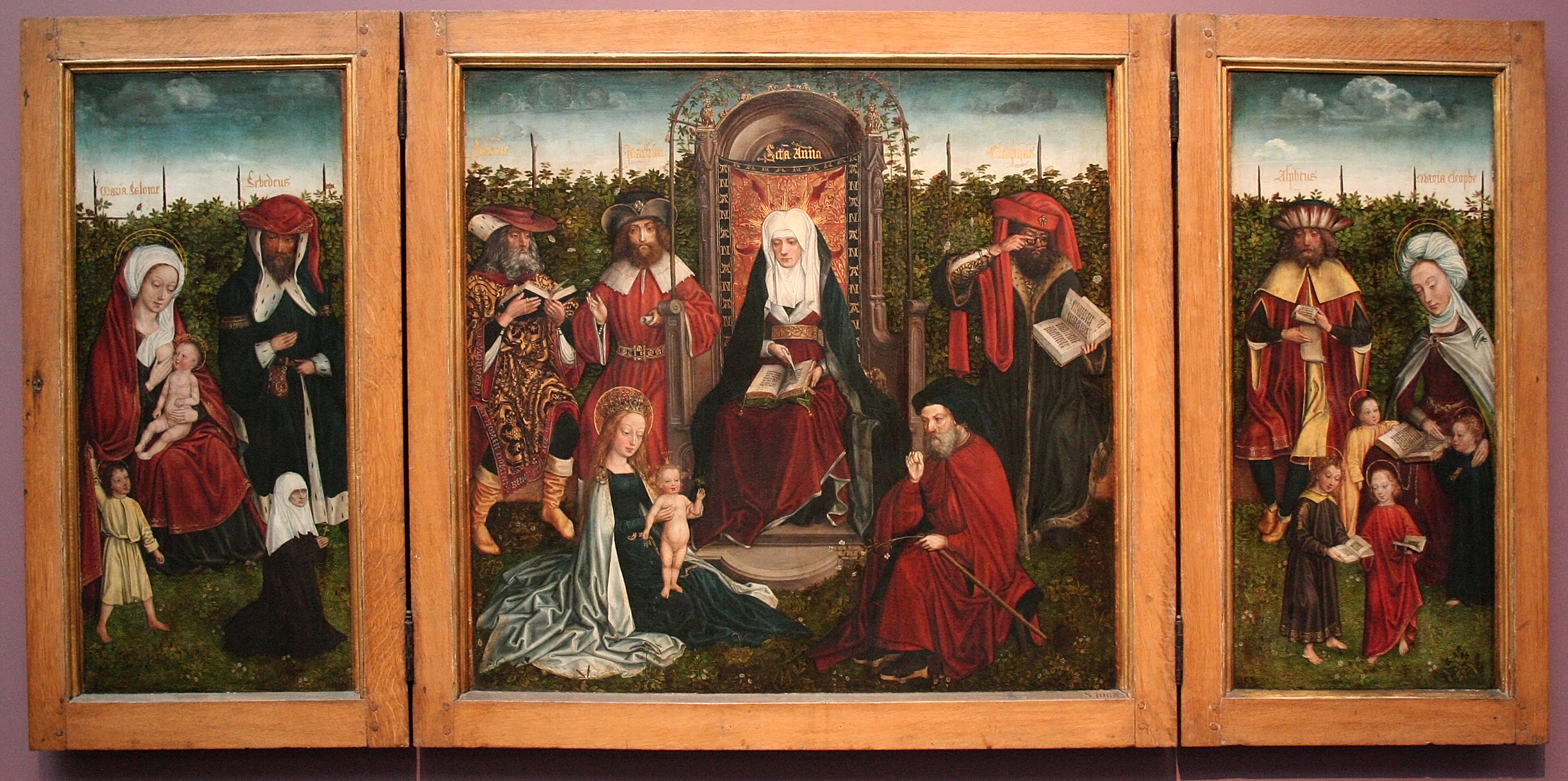
Triptyk med den heliga Annas familj av okänd mästare
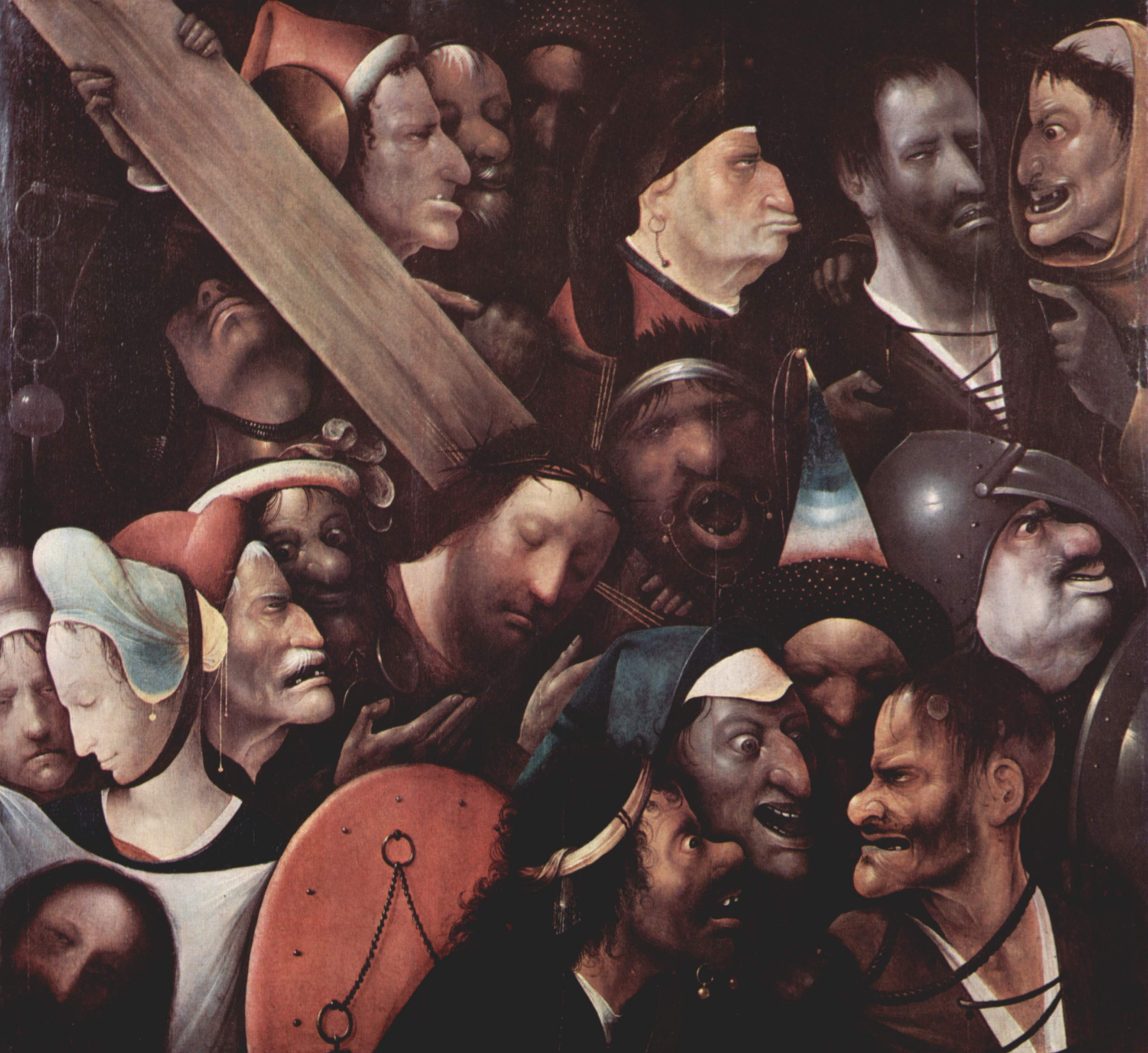
Kristus som bär sitt kors av Hieronymus Bosch
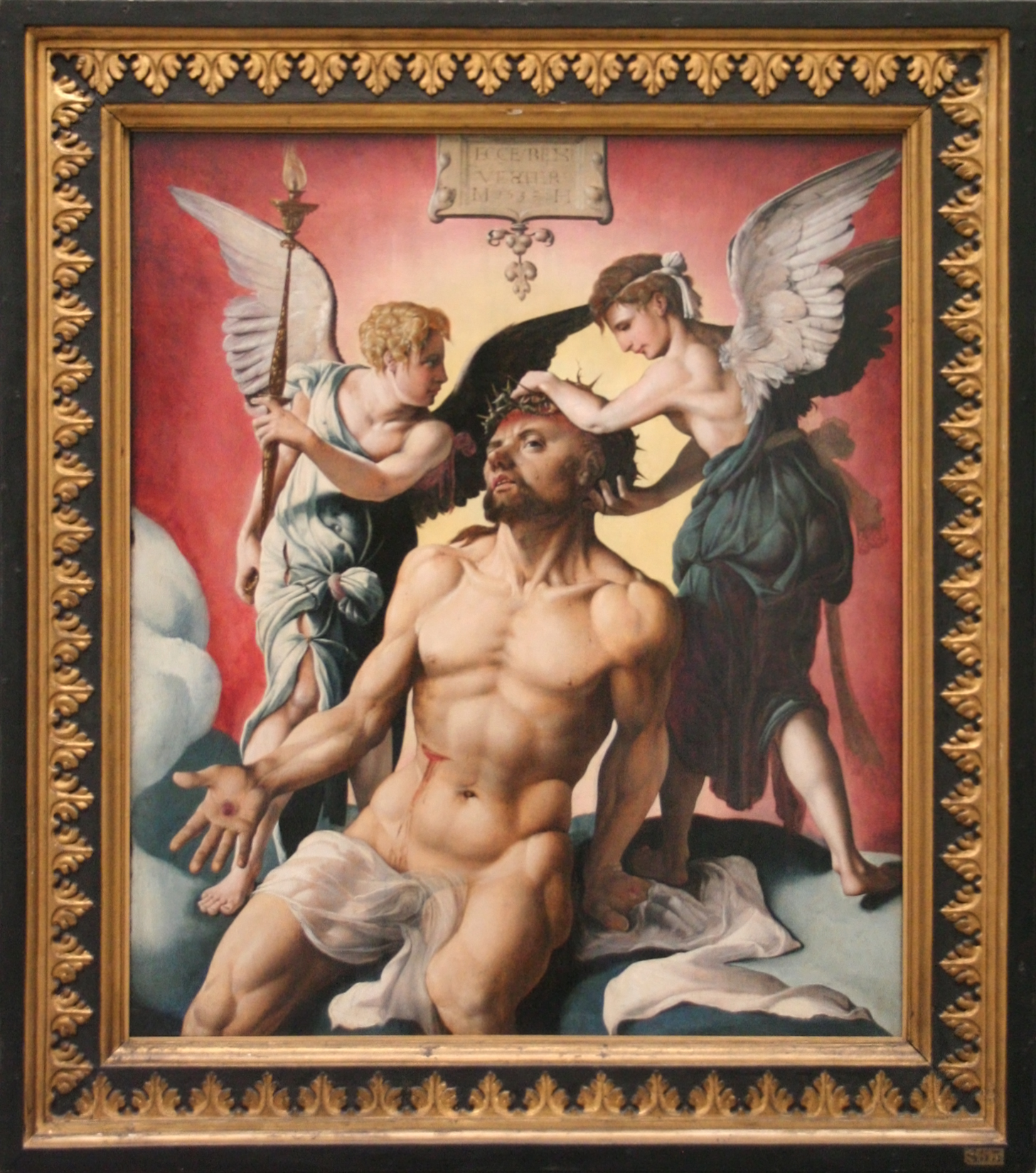
Kristus som lidande människa av Maarten van Heemskerck
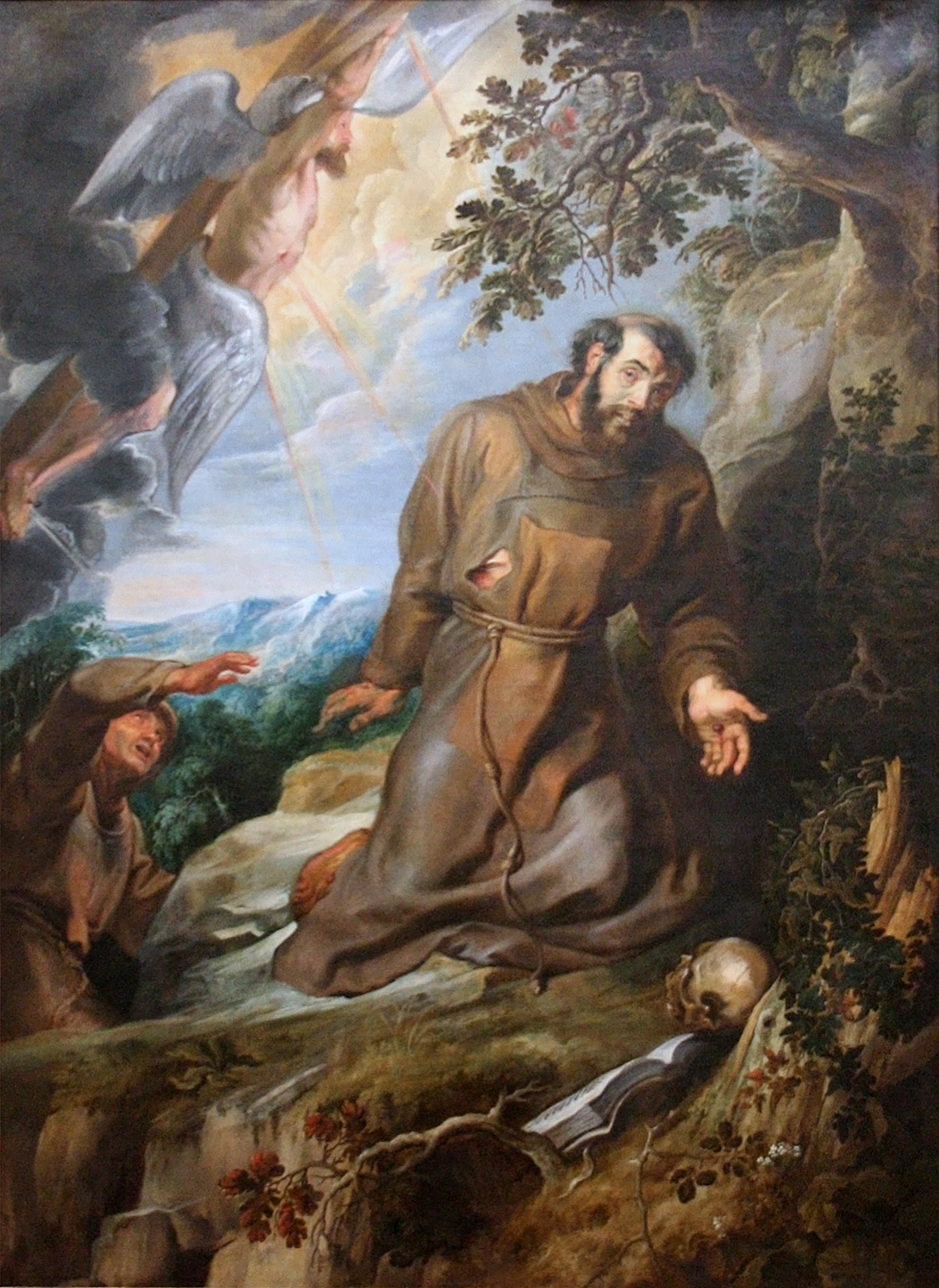
Den helige Fransiscus av Peter Paul Rubens
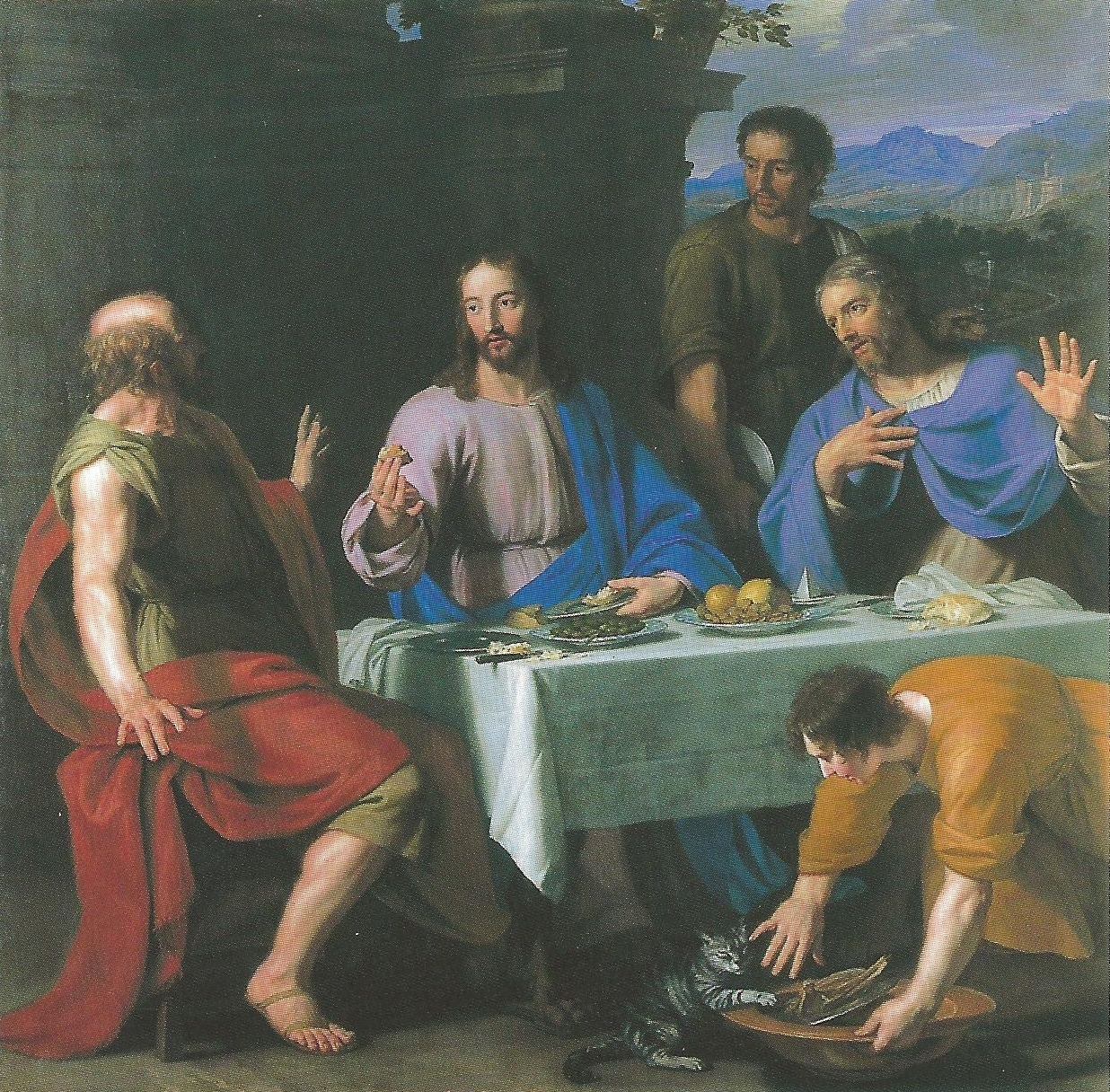
Lärjungarna i Emmaus av Philippe de Champaigne ou Jean-Baptiste
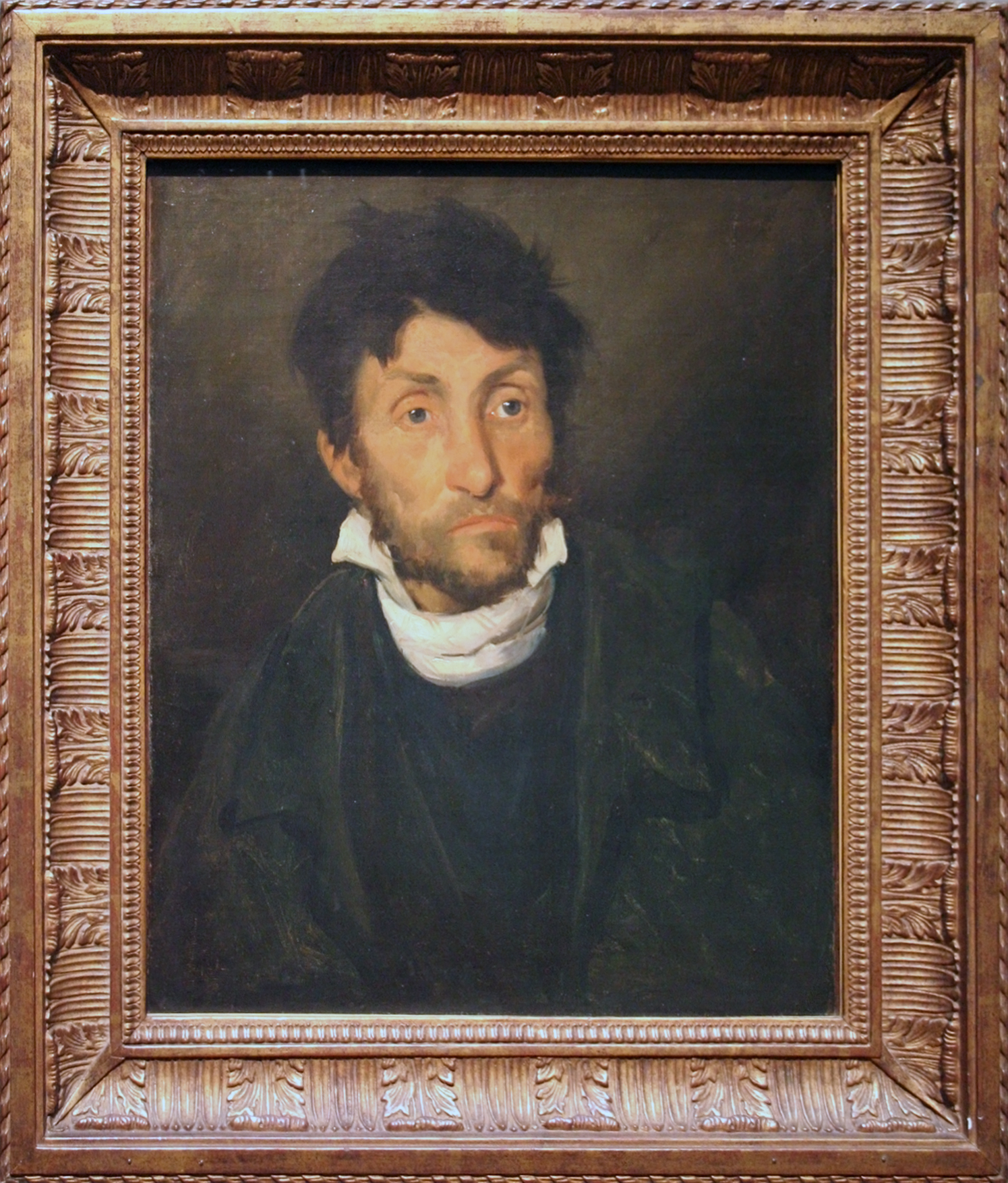
Porträtt av en kleptoman av Théodore Géricault (1822)
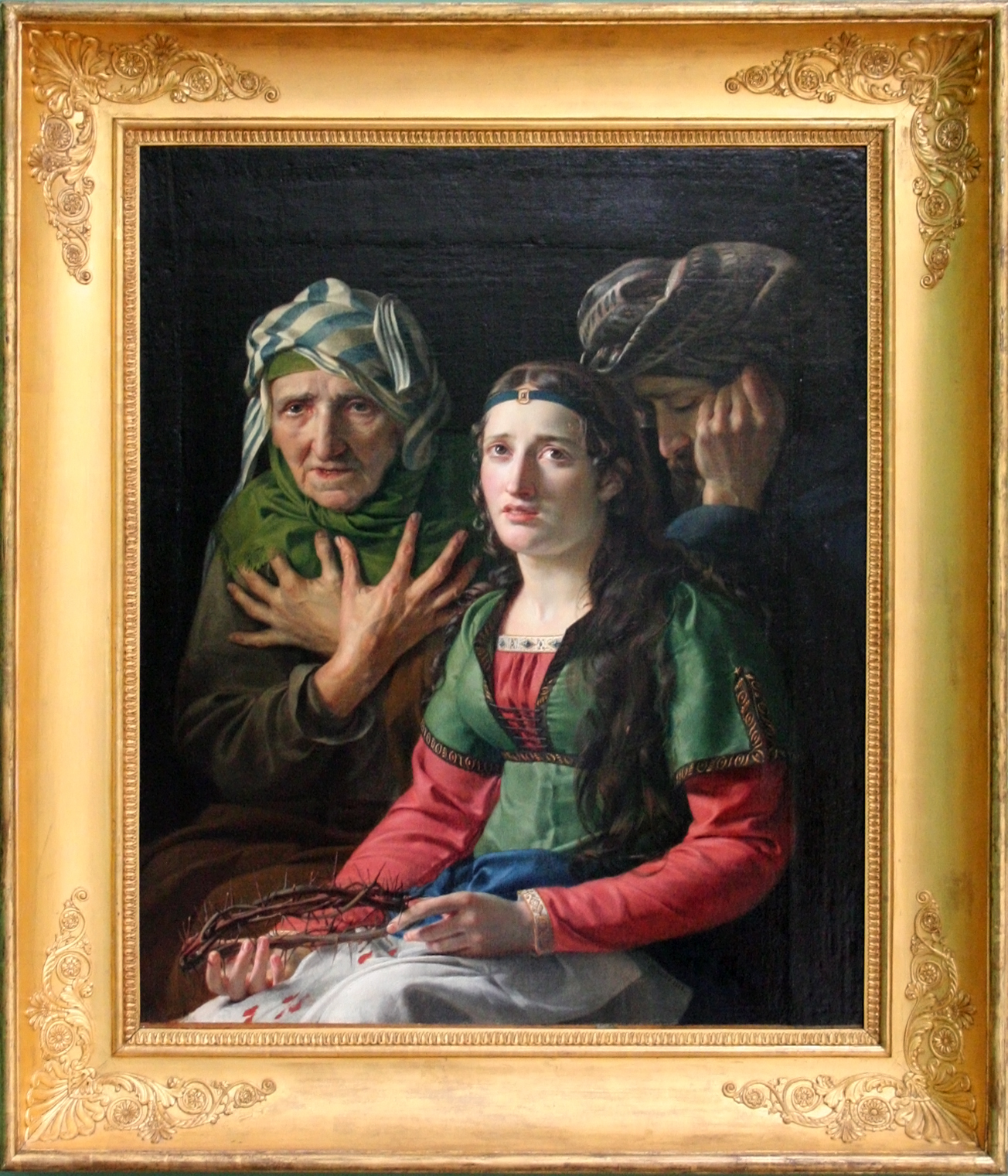
Sankta Veronika från Binasco av François-Joseph Navez
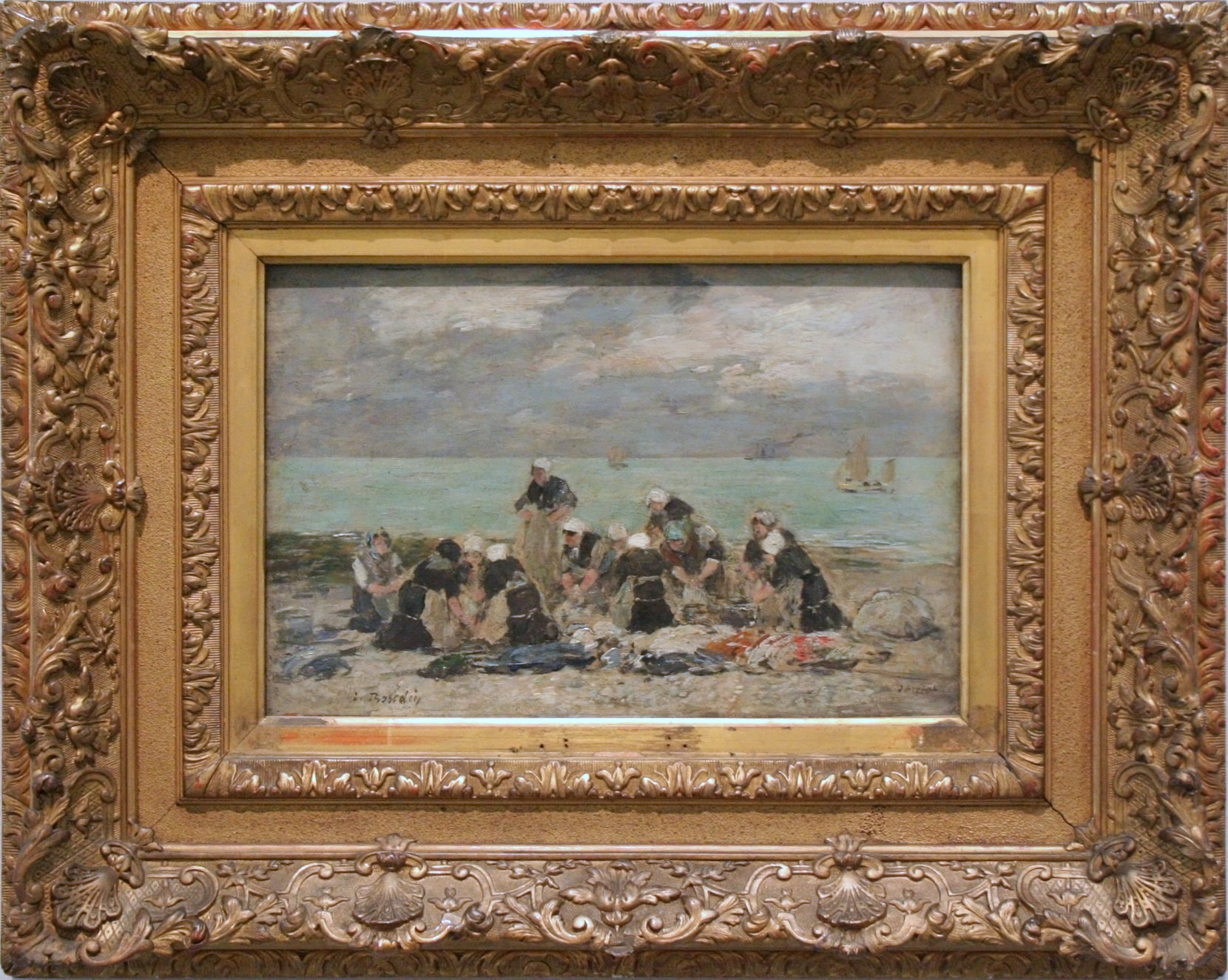
Tvätterskorna i Etretat av Eugène Boudin
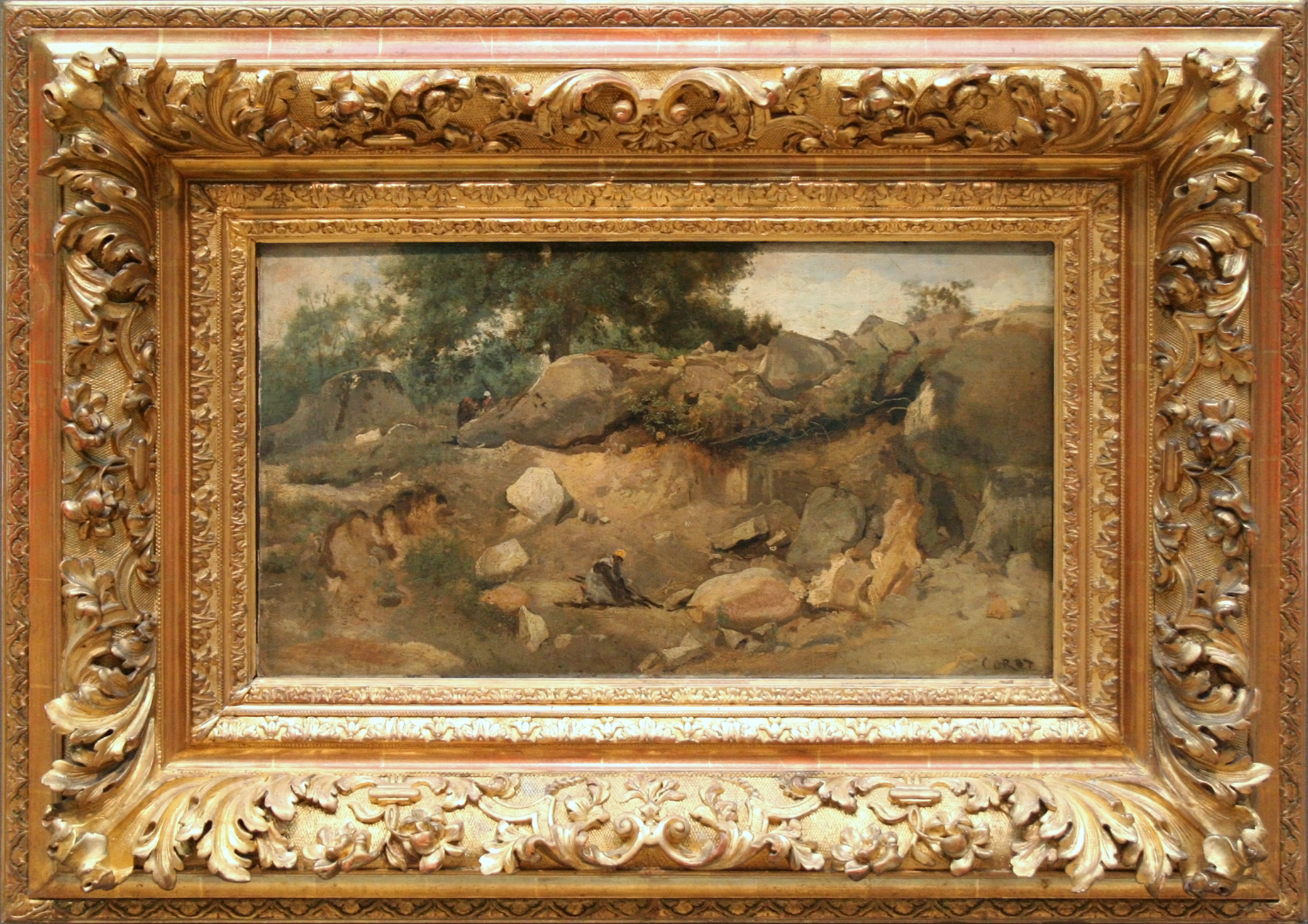
Stenbrottet i Chaise-Marie à Fontainebleau av Camille Corot (1831)
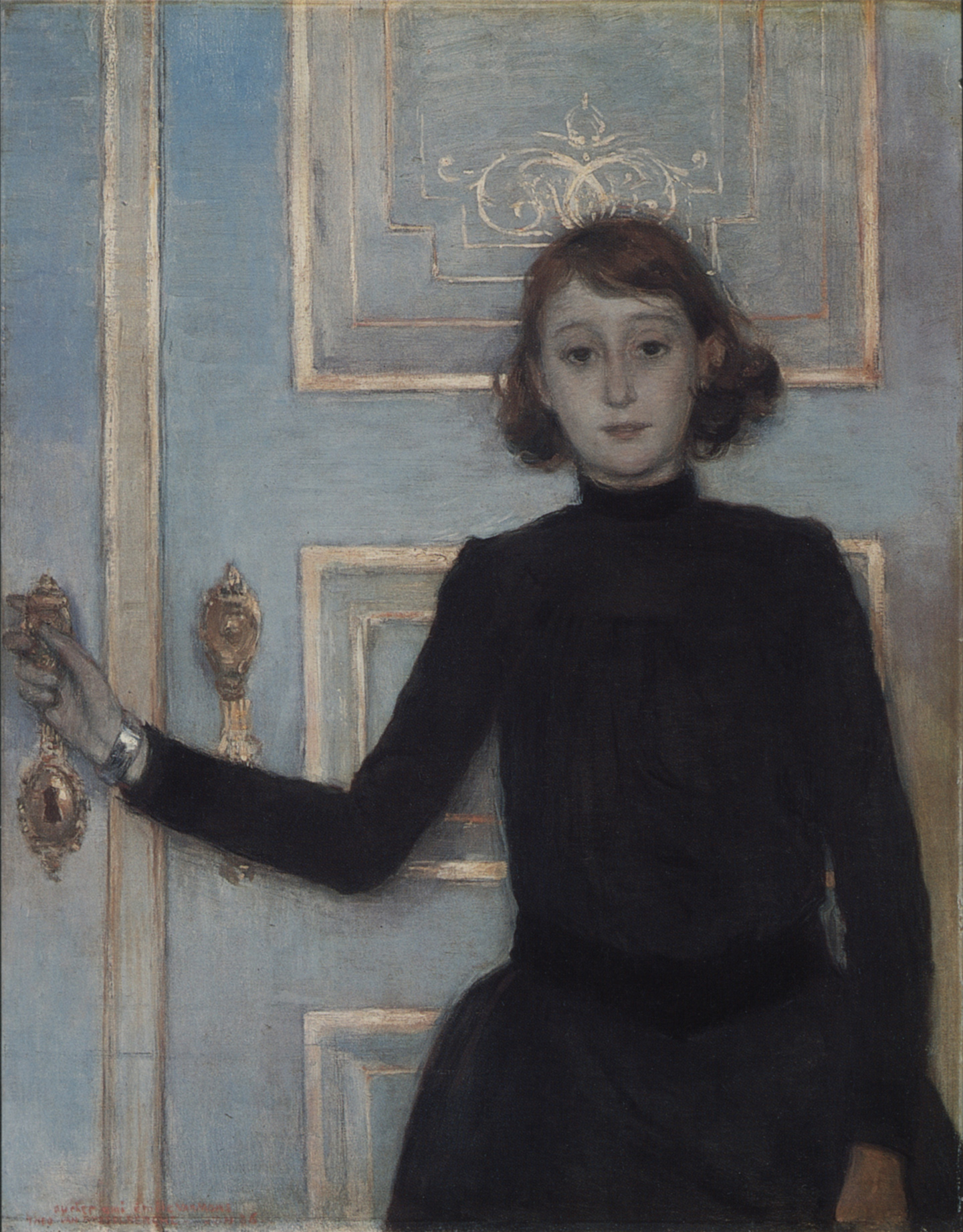
Porträtt av Marguerite van Mons av Théo van Rysselberghe (1886)
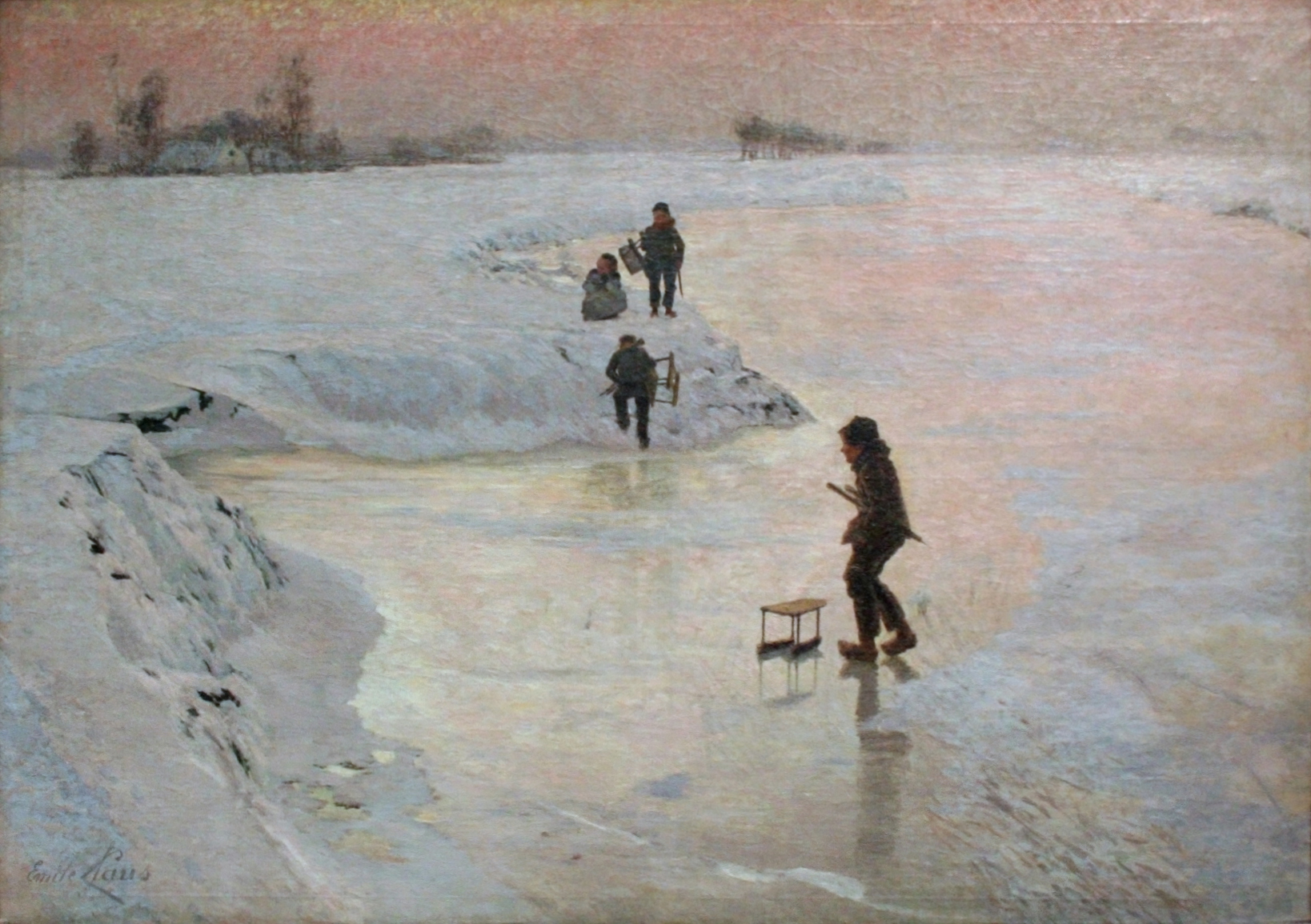
Målarna av Emile Claus (1891)
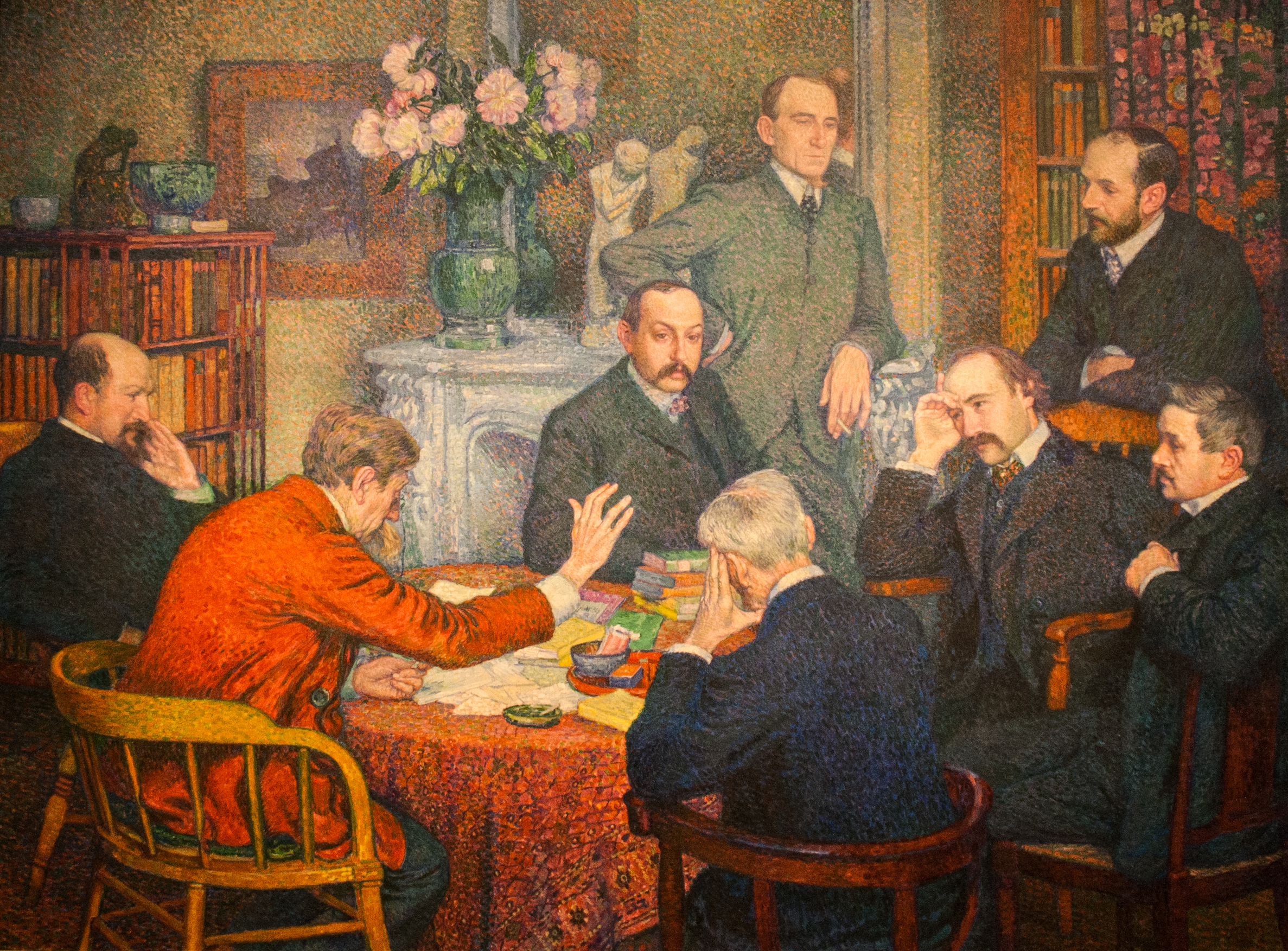
Lektionen av Théo van Rysselberghe (1903)
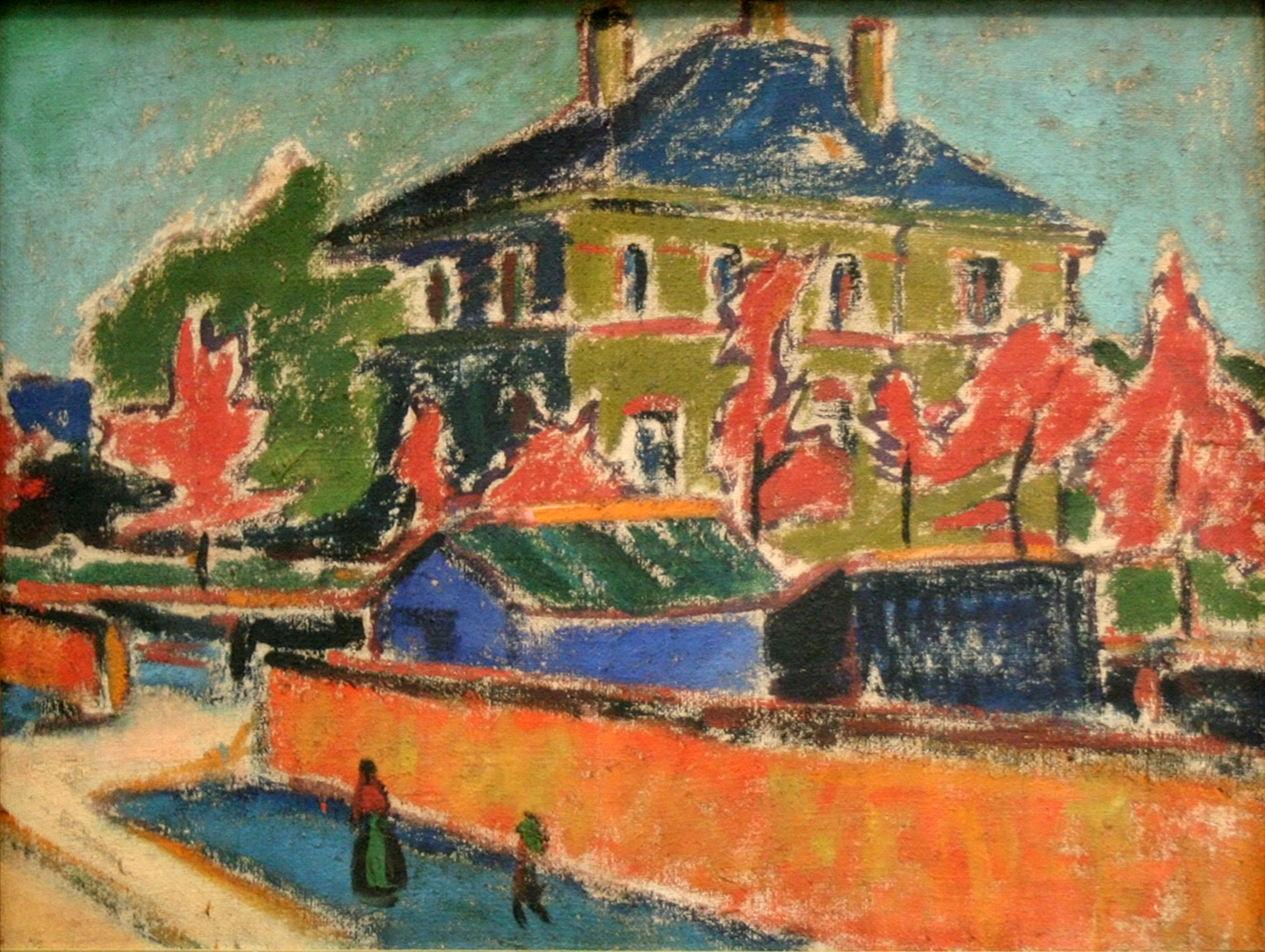
Hus i Dresden av Ernst Ludwig Kirchner (1909)
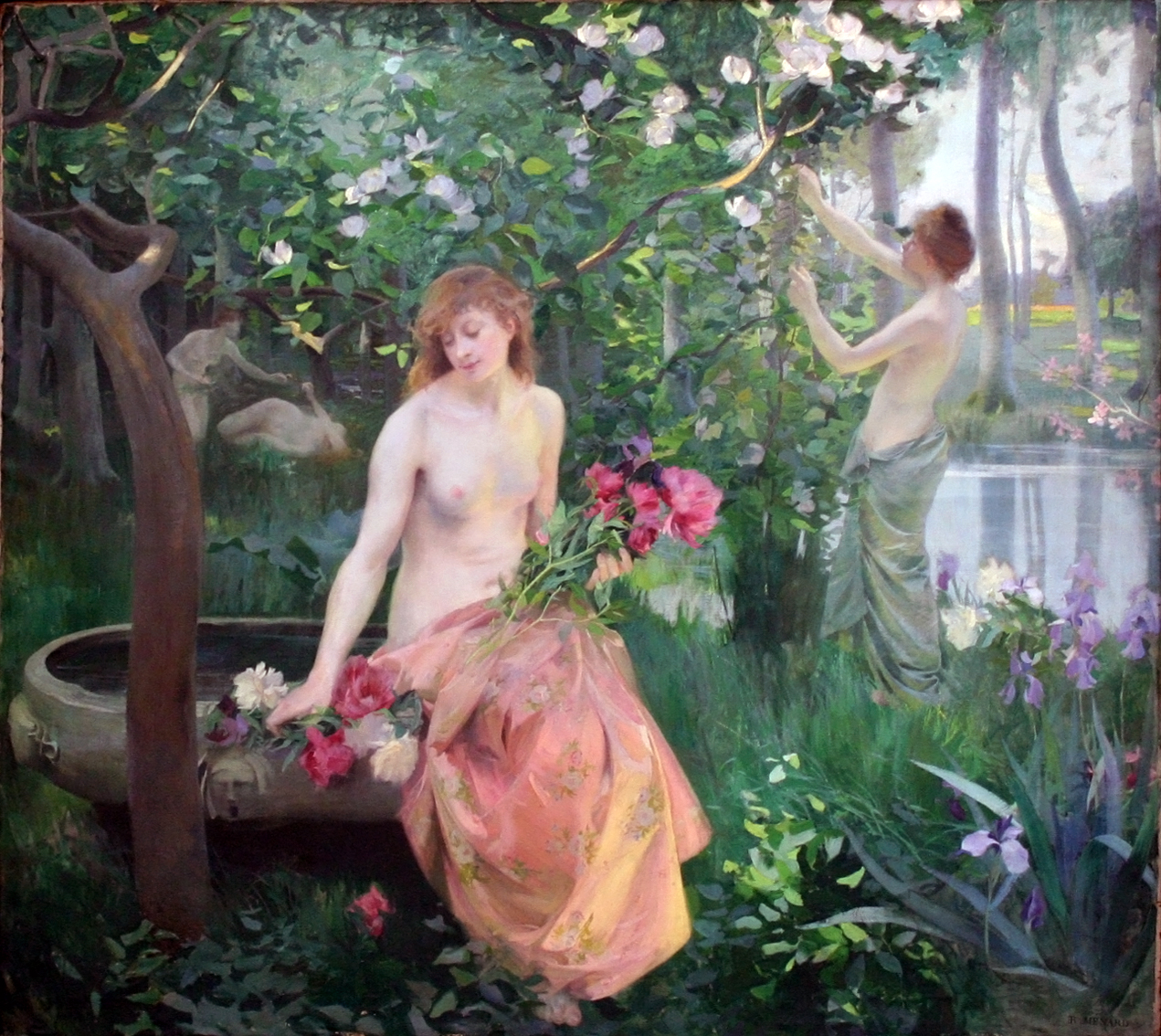
Våren av Émile-René Ménard
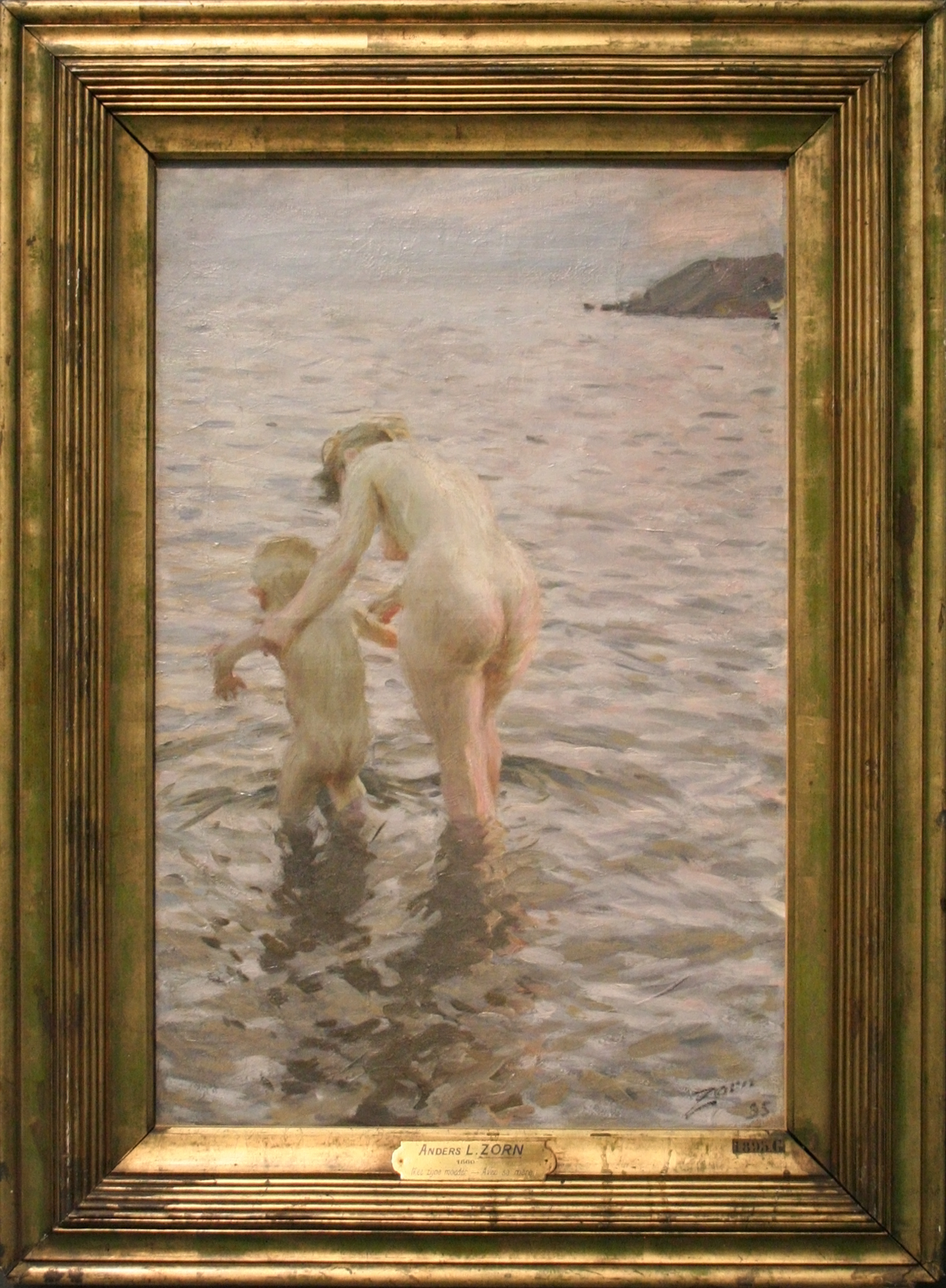
Met moeder, (En premiär) av Anders Zorn